# Richard Gordon
Richard Gordon (pseudonym för Gordon Ostlere), född 15 september 1921 i London, död 11 augusti 2017, var en brittisk författare.
Gordon är mest ihågkommen för sina humoristiska "Doktors"-böcker om en läkarstuderande och dennes senare karriär och liv. Många av Gordons böcker har filmatiserats och även adapterats som TV-serier. I de fyra första böckerna heter huvudpersonen i böckerna också Richard Gordon, men från och med Doktorn får barn heter han Simon Sparrow, och det heter han också i filmversionerna. I några av de senare böckerna i serien har andra medlemmar ur persongalleriet fått spela huvudrollen, till exempel den färgstarke medicinprofessorn Sir Lancelot.